# Rio Nechí
O rio Nechí é um rio do noroeste da Colômbia que desagua no rio Cauca. O rio nasce na jurisdição do município de Yarumal, e serve de limite entre diversos municípios de Antioquia, como Campamento, Angostura, Anorí, Yarumal, Valdivia, Tarazá, Cáceres, Zaragoza, El Bagre, Caucasia e a cidade de mesmo nome, Nechí.
No rio Nechí desemboca o rio Porce.
Nechí é uma palavra de origem catío que significa "ouro natural": Ne significa "ouro", e Chí, "natural". Na língua yamesí, Nechí significa "Rio de Ouro".